# مرغ شاخدار کلاه‌پوش
مرغ شاخدار کلاه‌پوش (نام علمی: Numida meleagris) نام یک گونه از تیره مرغ شاخدار است.